# Szczęsny
Szczęsny – imię męskie pochodzenia polskiego, po raz pierwszy notowane w 1422 roku. Wywodzi się od słowa „szczęśliwy” i jest uważane za odpowiednik znaczeniowy łacińskiego imienia Feliks i greckiego Makary. Patronem tego imienia jest święty Zygmunt Szczęsny Feliński, wspominany 17 września.
Szczęsny imieniny obchodzi 17 września (dawniej 30 sierpnia).
Znane osoby noszące imię Szczęsny:
- Szczęsny Bronowski – lekarz internista, dyrektor Szpitalu Św. Ducha w Warszawie, profesor Uniwersytetu Warszawskiego i Akademii Stomatologicznej w Warszawie
- Szczęsny Dettloff – polski historyk sztuki, duchowny katolicki
- Szczęsny Firlej – poseł do Sejmu Krajowego Galicji, c.k. rotmistrz z Siennowa
- Andrzej Szczęsny Cukrowski – polski chemik
- Antoni Szczęsny Godlewski, pseud. Antek Rozpylacz – uczestnik powstania warszawskiego
- Jan Szczęsny Herburt – starosta dobromilski, mościcki oraz wiszeński, polski pisarz polityczny, wydawca, dyplomata, poseł na Sejm
- Stanisław Szczęsny Potocki – wojewoda ruski od 1782
- Wojciech Szczęsny Kaczmarek – poznański działacz samorządowy, prezydent Poznania w latach 1990–1998
- Szczęsny Kościesza Wroński – polski poeta i prozaik, animator kultury